# 수잔 키거
수잔 키거(Susan Kiger, 1953년 11월 16일 ~ )는 미국의 배우, 플레이메이트, 텔레비전 배우, 영화배우이다.
패서디나에서 태어났다.

## 영화
- 더 리턴(영어판) (1980년)
- 해피 후커 3 - 헐리우드 가다 (1980년)
- 엔젤스 브리게이드 (1979년)
- 럭키 댄싱 (1979년)